# خواكين بارا
خواكين بارا (بالإسبانية: Joaquín Parra)‏ (17 يونيو 1961 في إسبانيا - ) هو مدرب كرة قدم ولاعب كرة قدم إسباني في مركز الوسط. لعب مع أتلتيكو مدريد وريال بيتيس وريال مدريد.

## وصلات خارجية
- خواكين بارا على موقع قاعدة بيانات كرة القدم.إي يو (الإنجليزية)